# Křenovy
Křenovy (en allemand : Kschenowa, précédemment : Křenowa) est une commune du district de Domažlice, dans la région de Plzeň, en République tchèque. Sa population s'élevait à 144 habitants en 2017.

## Géographie
Křenovy se trouve à 4 km à l'ouest-sud-ouest de Staňkov, à 13 km au nord-est de Domažlice, à 34 km au sud-ouest de Plzeň et à 118 km à l'ouest-sud-ouest de Prague.
La commune est limitée par Puclice au nord, par Staňkov à l'est, par Osvračín au sud, et par Horšovský Týn à l'ouest.

## Histoire
La première mention écrite de la localité date de 1379.